# Jenny Topping
Jenny Topping, née le 30 mai 1980 à Whittier (Californie), est une joueuse de softball américaine.

## Palmarès
| Date | Compétition             | Lieu           | Rang |
| ---- | ----------------------- | -------------- | ---- |
| 2003 | Jeux panaméricains      | Saint-Domingue | 1er  |
| 2004 | Jeux olympiques de 2004 | Athènes        | 1er  |